# Armatol

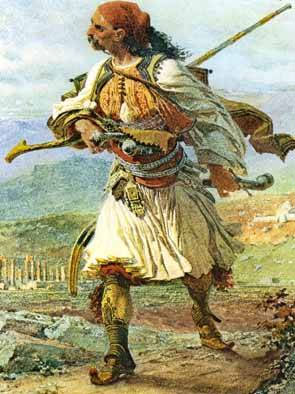
Pictură în acuarelă a unui armatol de Carl Haag (1820-1915).

Armatolii (în greacă plural Αρματολοί; singular Armatolos, Αρματολός) au fost militari greci din trupe neregulate de miliție organizate de otomani pentru a aplica autoritatea sultanului într-un district administrativ numit Armatoliki (greacă singular Αρματολίκι; plural Armatolikia, Αρματολίκια). Aceste districte au fost înființate în regiunile grecești cu un nivel ridicat de brigandaj (adică unde existau numeroși clefți) sau în care guvernarea autorităților otomane era dificilă din cauza terenului inaccesibil, precum zona munților Agrafa din Tesalia, unde a fost înființată prima armatoliki în secolul al XV-lea. De-a lungul timpului, rolurile armatolilor și clefților au devenit neclare, ei inversându-și rolurile și loialitatea după cum o cerea situația concretă din acea perioadă. 
În timpul Războiului de Independență al Greciei, armatolii, împreună cu clefții, au format nucleul forțelor militare grecești și au jucat un rol important în cursul confruntărilor armate. Yannis Makriyannis îi numește pe armatoli și pe clefți cu apelativul „drojdia libertății” (μαγιά της λευτεριάς).

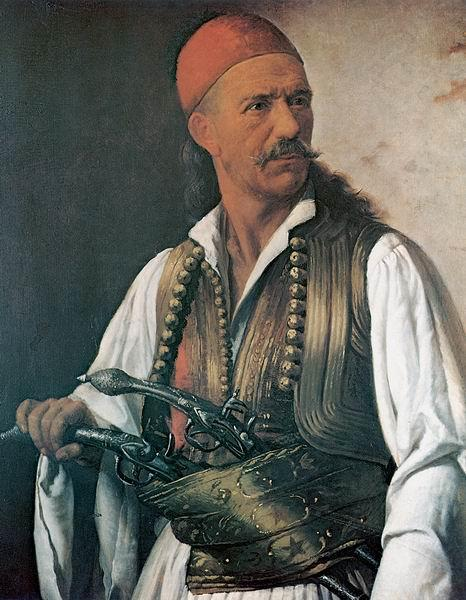
Dimitrios Makris (c. 1772-1841), un armatol din secolul al XIX-lea.

## Armatoli faimoși
- Athanasios Diakos
- Georgios Karaiskakis
- Giorgakis Olympios
- Krokodeilos Kladas
- Odysseas Androutsos
- Giannis Stathas

### Citări
1. ↑  „armatole”.
2. ↑  Vacalopoulos 1961, p. 333: „Οί πυρήνες τών μαχητικών του δυνάμεων είναι οί άρματολοί καΐ οί κλέφτες...ν'άποτελέσουν τήν «μαγιά της λευτεριάς», όπως παραστατικά λέγει ό άγωνιστής τοϋ 21 Γιάννης Μακρυγιάννης.”
3. ↑  Dakin 1973, p. 232 (nota de subsol nr. 1): „[Dimitrios] Makris, armatolos of Zigos, was one of the heroes of Mesolonghi. He had acquired much wealth by plundering the Turks of Vrachori, and he had done well for himself out of the proceeds of the English loans.”